# Piaskowo (gmina Ostroróg)
Piaskowo – osada w Polsce położona w województwie wielkopolskim, w powiecie szamotulskim, w gminie Ostroróg. W odległości około 1,5 kilometra na południowy wschód od centrum Ostroroga. Wspólnie z Karolewem tworzy sołectwo Karolewo-Piaskowo.
Osada wymieniana w źródłach pierwszy raz w 1388 jako Pascowo, a następnie jako Paszkowo (1389); Paszcowo (1390); Paskowo, (1396); Piaszcowo (1396); Pescoski (1396); Piaskovo (1396); Pyaskowo (1403); Pyasskowo (1410); Pyascowo (1419); Piascowo (1421); Pyaschcowo (1422); Pyaskow (1423); Pyaskowye (1434); Pyasthowo! (1435); Pyaschkowo (1510); Piaskowa (1563); Piastowo (1577) oraz Piaskowo (1580). 
W latach 1387–1390 Piaskowo należało do Andrzeja z Piaskowa, Paszkowskiego (Piaskowskiego), ojca Mikołaja i Zachraiasza. W latach 1394–1396 źródła wymieniają panią Piaskowską wdowę po mężu Andrzeju. W latach 1394–1396 ich syna Mikołaja, a w latach 1394-1443 drugiego syna, Zachariasza. Na początku XVI wieku wieś należała do Ostrorogów - braci Wacława i Stanisława.
Od XIV wieku do 1432 roku Piaskowo było odrębną parafią. Na wzgórzu gdzie dziś znajduje się w cmentarz w Ostrorogu do początku XIX wieku stał kościół pod wezwaniem Świętego Jakuba. Z lat 1396 - 1405 źródła wymieniają plebana Mikołaja, w 1410 Jana, a w latach 1424-1424 Tomasza. W 1432 roku kościół włączono w skład parafii w Ostrorogu. 
W latach 1975–1998 miejscowość należała administracyjnie do województwa poznańskiego.
Zobacz też: Piaskowo, Piasków